# Диль (гора)
Диль (хорв. Dilj) — гора в южной Славонии на востоке Хорватии. Её высота составляет 471 метр (пик имеет два названия: Дегман или по старом, Юрье гора) и длиной около 45 км. Ближайшим городом является с южной стороны Славонски-Брод. К северу расположена возвышенность Крндийя, а к западу возвышенность Пожежская гора от которой Диль отделён долиной реки Орлява